# Michail Kaufman

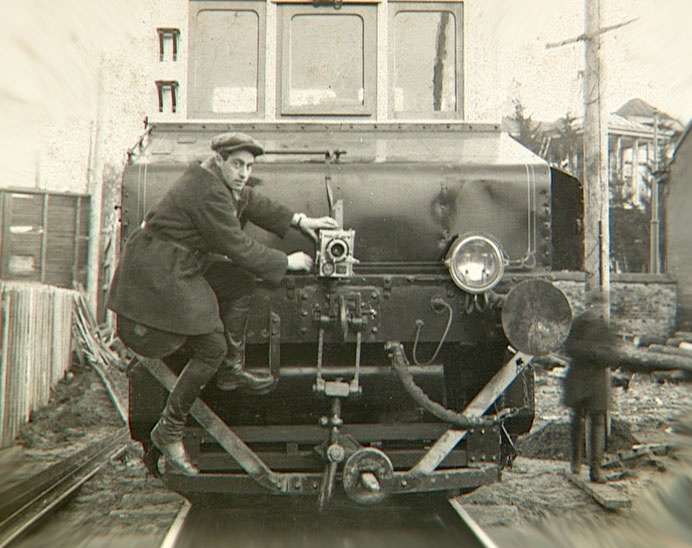
Záběry z vlaku

Michail Abelevič Kaufman (Михаил Абрамович Кауфман, 4. září 1897, Bělostok – 11. března 1980, Moskva) byl ruský filmař a fotograf. Byl starším bratrem významných tvůrců Dziga Vertova (Denis Kaufman) a Borise Kaufmana.

## Život
Narodil se do židovské rodiny intelektuálů, která žila v Białystoku v době, kdy Polsko bylo součástí Ruského impéria.
Ve dvacátých letech, poté, co se Michail Kaufman vrátil z Ruské občanské války, mu Vertov nabídl účast v seriálu Kino-Pravda jako kameraman.
Michail Kaufman v roce 1929 spolupracoval na filmu Muž s kamerou (Человек с киноаппаратом). Film je plný inovativních vizuálních efektů, ve kterých Kaufman hraje kameramana a je vidět na vysokých mostech, visící z boku vlaku, při lezení komínem nebo při procházení podzemí s horníky - to vše s cílem získat co nejlepší záběr.
Krátce po natáčení Muže s kamerou se duo Kaufman a Vertov rozpadlo kvůli jejich uměleckým rozdílům. Tito dva umělci již nikdy znovu nespolupracovali.

## Filmografie

### Kameraman
- 1922 — Proces ecerov
- 1923 — Dnes (multifilm)
- 1924 — Kino-glaz
- 1926 — Moskva (film)
- 1926 — Шестая часть мира
- 1927 — День в яслях
- 1927 — Порт Новороссийск
- 1927 — Одиннадцатый
- 1930 — Vesnoj (Jaro)
- 1931 — Небывалый поход (Незабываемый поход)
- 1933 — Bolšaja poběda
- 1934 — Авиамарш (dokumentární film)
- 1937 — Четыре виртуоза
- 1938 — Архитектор Мордвинов
- 1938 — Танцы народов СССР
- 1938 — Privět chrabrym
- 1939 — Naše Moskva
- 1940 — Na Dunaji

### Režisér
- 1923 — Dnes, Сегодня (мультфильм)
- 1927 — Moskva (Москва)
- 1927 — День в яслях
- 1927 — Порт Новороссийск
- 1930 — Весной / Jaro
- 1931 — Небывалый поход (Незабываемый поход)
- 1933 — Большая победа
- 1934 — Авиамарш
- 1935 — Счастливая юность
- 1935 — Цветущая Украина
- 1937 — Лебедев-Кумач
- 1937 — Четыре виртуоза
- 1938 — Архитектор Мордвинов
- 1938 — Танцы народов СССР
- 1938 — Привет храбрым
- 1939 — Naše Moskva, Наша Москва
- 1942 — Так было, так будет
- 1943 — Sibiř během války, Сибирь в дни войны
- 1945 — Тень от Луны
- 1946 — История одной линии
- 1947 — Неведомый Крым
- 1947 — В горном Крыму
- 1948 — Владимиро-Суздальская Русь
- 1955 — Рассказ о гало
- 1950 — В Третьяковской галерее
- 1957 — В гостях у трехгорцев
- 1958 — Поэма о жизни народа
- 1958 — Художник Грабарь
- 1960 — Boris Prokopov, Борис Пророков
- 1964 — Planeta záhad, Планета загадок
- 1967 — Композитор Тихон Хренников
- 1972 — Динамовцы
- 1976 — Большая стирка